# Mean Streets
Mean Streets (br: Caminhos Perigosos / pt: Os Cavaleiros do Asfalto) é um filme de Martin Scorsese, protagonizado Harvey Keitel e Robert De Niro. Foi lançado em 2 de outubro de 1973.

## Sinopse
O cotidiano de dois indivíduos no submundo dos guetos italianos de Nova York. Charlie (Harvey Keitel) trabalha com o tio mafioso, realizando cobranças, mas tem esperanças de recomeçar a vida ao lado do amor de sua vida. Já o seu melhor amigo, Johnny Boy (Robert De Niro), é um rapaz revoltado que vive se metendo em encrencas por causa de dívidas de jogos.

## Elenco
- Harvey Keitel - Charlie
- Robert De Niro - Johnny Boy
- Amy Robinson - Teresa
- David Proval - Tony
- Richard Romanus - Michael
- Cesare Danova - Giovanni
- Victor Argo - Mario
- Lenny Scaletta - Jimmy
- George Memmoli - Joey
- Jeannie Bell - Diane
- Murray Moston - Oscar
- David Carradine -  Bêbado
- Robert Carradine - Menino com arma